# SVT:s 50-årskrönika
SVT:s 50-årskrönika, eller Året var XXXX, är en dokumentär-TV-serie från SVT som sänts under olika namn sedan 31 december 1993. Programmet sänds kring nyår och behandlar aktuella händelser under det årtal som var för 50 år sedan. Flera av programmen har senare kommit på DVD.

### Fotnoter
1. ↑  ”Svensk mediedatabas”. http://smdb.kb.se/catalog/search?q=%22Guldkorn+fr%C3%A5n%22+typ%3Atv&sort=OLDEST. Läst 2 januari 2012.